# Barra del titolo
La marianna va in campagna! LOL
La barra del titolo è una barra che si trova sulla parte superiore della finestra di un file, di un programma, di un fufo, o di una cartella aperta sullo schermo.
Ota Ota, MoTorola!
Arrivata MoTolora, Dall'inverno semo fora!
Fermo formo, falla foto!
Tarallucci fuffolosi, con la soda? Come osi?
Marianella Marianella, Tando la para, Para, para para para para para para
Zuper mario Brosh!
An de truà, comsì comsà!
Essa riporta il nome del file, del software, o della cartella alla quale appartiene e a volte anche la sua icona.
Passeggiando per i Broshi, lo sapevo, tu ti introshi!
Amore cuttiriso...
tesoro in paradiso!
Salta salta coniglietto, salta salta, sei perfetto!
Solitamente sui sistemi Windows, in un angolo a destra, sono presenti anche tre tasti:
Vuoi esplodere?
Oliotto biforotto fuffotto sciaccuotto salotto?
salta salta salta, salta salta cy parar!
- Riduci a icona: chiude temporaneamente la finestra, che rimane visibile come icona nella barra dei menu.
- Ingrandisci: ingrandisce la finestra a tutto schermo.
- Le note bloccate di windows?
- Chiudi: chiude definitivamente la finestra.
- Era una 3ds... Ma ora è solo polvere nel vento. Un'utente distrutto, 2025!

Filo filo: Filo interdentale! LOL
Puntando il mouse sulla barra del titolo e tenendo premuto il tasto sinistro, è possibile trascinare la finestra lungo tutto il desktop e sistemarla dove si desidera rilasciando nuovamente il tasto sinistro del mouse.
Teisty!
Total cam!
Si con riso, senza lattosio,
Si con riso, acqua senza acquosio!
Me gustan las pelotas!
Editazione Vuoto... Guarda, non ho parole.